# First Citizens Bancshares
First Citizens Bancshares est une banque américaine basée à Raleigh en Caroline du Nord.

## Histoire
Elle est fondée en 1898 sous le nom de Bank of Smithfield dans le comté de Johnston.
Dans les années 2000 et 2010, First Citizens acquiert une série de banques, notamment de banques en difficultés, aidés ou sous contrôle de  la Federal Deposit Insurance Corporation (FDIC).
En octobre 2020, First Citizens BancShares annonce l'acquisition de CIT Group pour 2,2 milliards de dollars, créant une banque régionale environ 100 milliards de dollars en actifs,.
En mars 2023, First Citizens BancShares reprend Silicon Valley Bank, ayant fait faillite et contrôlé temporairement par la Federal Deposit Insurance Corporation (FDIC), ainsi que 110 milliards de dollars de ses actifs, 56 milliards de dollars de dépôts et 72 milliards de dollars de prêts,,. Cette acquisition fait plus que doubler la taille de la banque en actif, en faisant la 16ème banque des États-Unis. Alors que dans le même temps, First Citizens avait 550 agences quand SVB n'en avait que 17.